# Исакович, Сара
Сара Исакович (словен. Sara Isaković; род. 9 июня 1988, Блед, Словения) — словенская пловчиха. Выступала в плавании на 200 метров вольным стилем и баттерфляем.
Дебютировала в составе сборной страны на Олимпийских играх 2004 года в Афинах. Лучший результат показала на Олимпийских играх 2008 года.
Тренируется в Калифорнийском университете в Беркли.